# Transat Jacques-Vabre 2011
Navigation
2009 2013
La Transat Jacques-Vabre 2011 est la dixième édition de la Transat Jacques-Vabre, aussi appelée La Route du café. Le départ, initialement prévu le 30 octobre 2011 à 13 h 02, a été reporté en raison des conditions météorologiques et a été donné le 2 novembre 2011 à 15 h 00 du Havre avec une arrivée à Puerto Limon au Costa Rica.
En monocoque 60 pieds IMOCA, la course est remportée le 18 novembre 2011 à 9 h 14 (CET) par Jean-Pierre Dick et Jérémie Beyou à bord de Virbac-Paprec 3, en 15 j 18 h 13 min 54 s.

## Type de bateau
Trois types de bateaux sont admis à participer :
- Des voiliers monocoque d'une longueur comprise entre 59 et 60 pieds, c'est-à-dire d'environ 18 mètres. Ces bateaux doivent répondre aux règles de la classe des 60 pieds IMOCA.
- Des voiliers monocoques dont la longueur est de 40 pieds soit 12,19 m. Ces bateaux doivent répondre aux règles de la classe Class40.
- Des voiliers multicoque dont la longueur est de 50 pieds soit 15,24 m. Ces bateaux doivent répondre aux règles de la classe Multi50.

## Parcours
- Pour les monocoques, Le Havre- Puerto Limon, République dominicaine à tribord : 4 730 milles.
- Pour les Multi50, Le Havre- Puerto Limon via Saint-Barthélemy et la Barbade : 5 323 milles.

## Participants
Trente-six skippers sont inscrits pour la course (13 IMOCA, 16 Class40 et 7 Multi50).

### IMOCA
Ces bateaux sont conçus pour des tours du monde comme le Vendée Globe soit en solitaire, soit en double. La plupart de ces bateaux prépare le Vendée Globe 2012-2013 (onze des treize participants y sont déjà inscrits).
| Nom du bateau       | Année de lancement | N° voile | Concurrent 1      | Concurrent 2        | Remarques     |
| ------------------- | ------------------ | -------- | ----------------- | ------------------- | ------------- |
| Akena Vérandas      | 2007               | FRA 14   | Arnaud Boissières | Gérald Veniard      | Ex-PRB        |
| Banque Populaire VI | septembre 2010     | FRA19    | Armel Le Cléac'h  | Christopher Pratt   | Ex-Foncia 2   |
| Bureau Vallée       | 2007               | FRA 35   | Louis Burton      | Nelson Burton       | Ex-Delta Dore |
| Cheminées Poujoulat | 12 mai 2011        | FRA 2012 | Bernard Stamm     | Jean-François Cuzon |               |
| DCNS 1000           | juin 2008          | FRA 1000 | Marc Thiercelin   | Luc Alphand         |               |
| Gamesa              | août 2007          | GBR 3    | Mike Golding      | Bruno Dubois        | Ex-Ecover     |
| Groupe Bel          | septembre 2007     | FRA 360  | Kito de Pavant    | Yann Regniau        |               |
| Hugo Boss           | juin 2007          | GBR 99   | Alex Thomson      | Guillermo Altadill  |               |
| MACIF               | 16 août 2011       | FRA 312  | François Gabart   | Sébastien Col       |               |
| Mirabaud            | septembre 2006     | SUI 9    | Dominique Wavre   | Michèle Paret       |               |
| PRB                 | 11 mars 2010       | FRA 85   | Vincent Riou      | Hugues Destremau    |               |
| Safran              | août 2007          | FRA 25   | Marc Guillemot    | Yann Eliès          |               |
| Virbac Paprec 3     | mai 2010           | FRA 06   | Jean-Pierre Dick  | Jérémie Beyou       |               |

60 pieds IMOCA
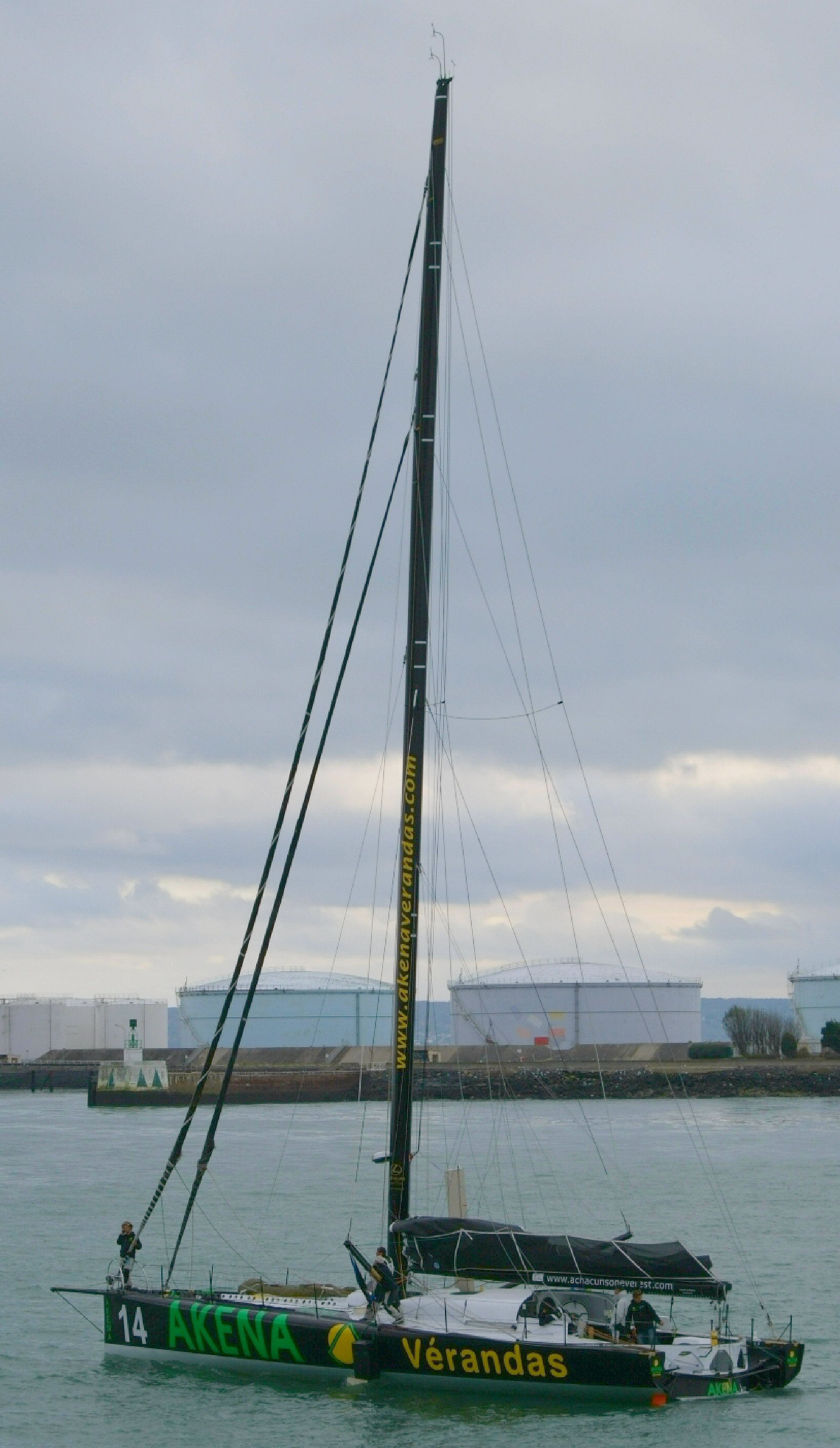
Akena Vérandas lors du prologue du 30 octobre 2011
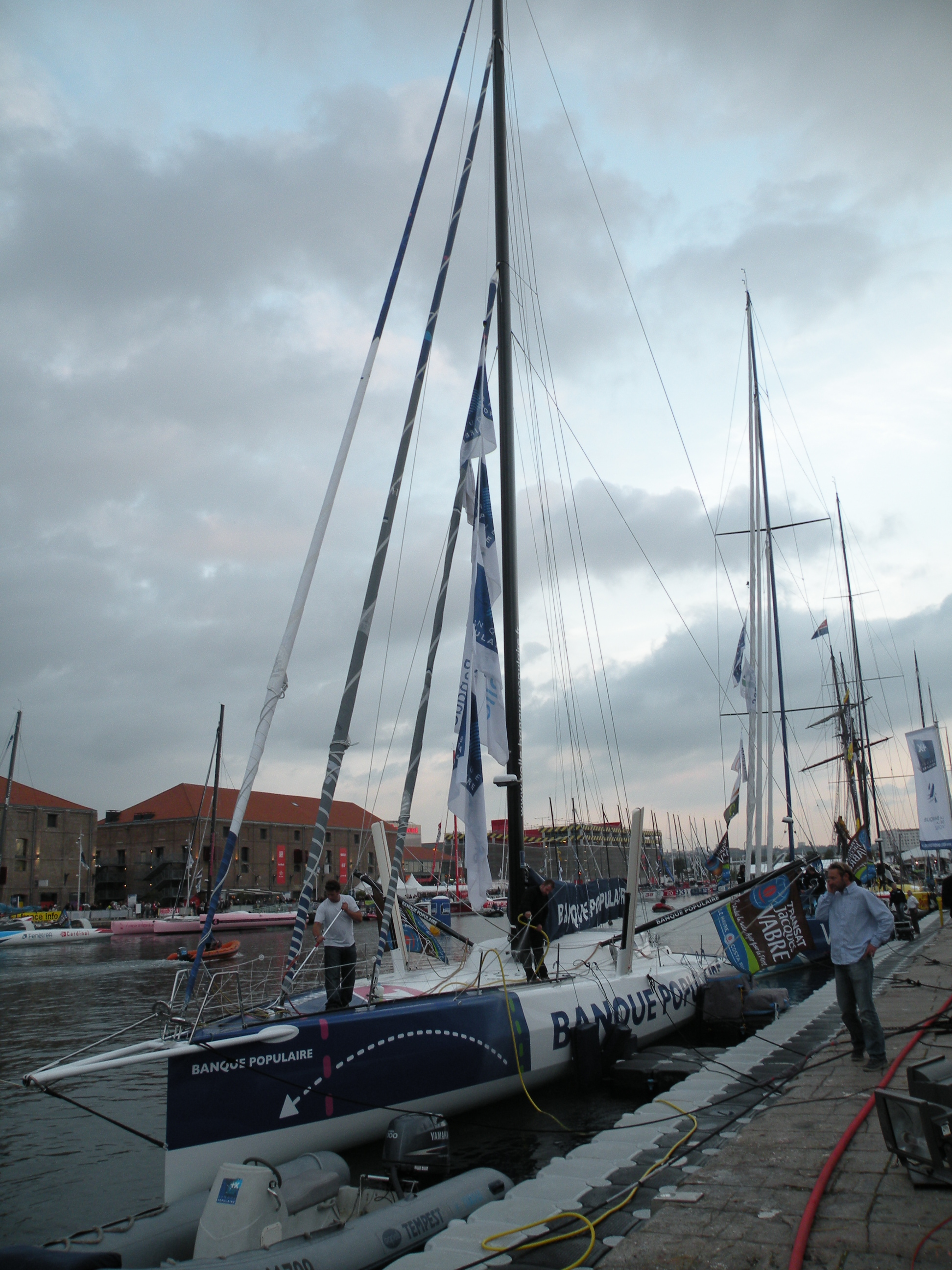
Banque Populaire VI au Havre avant le départ
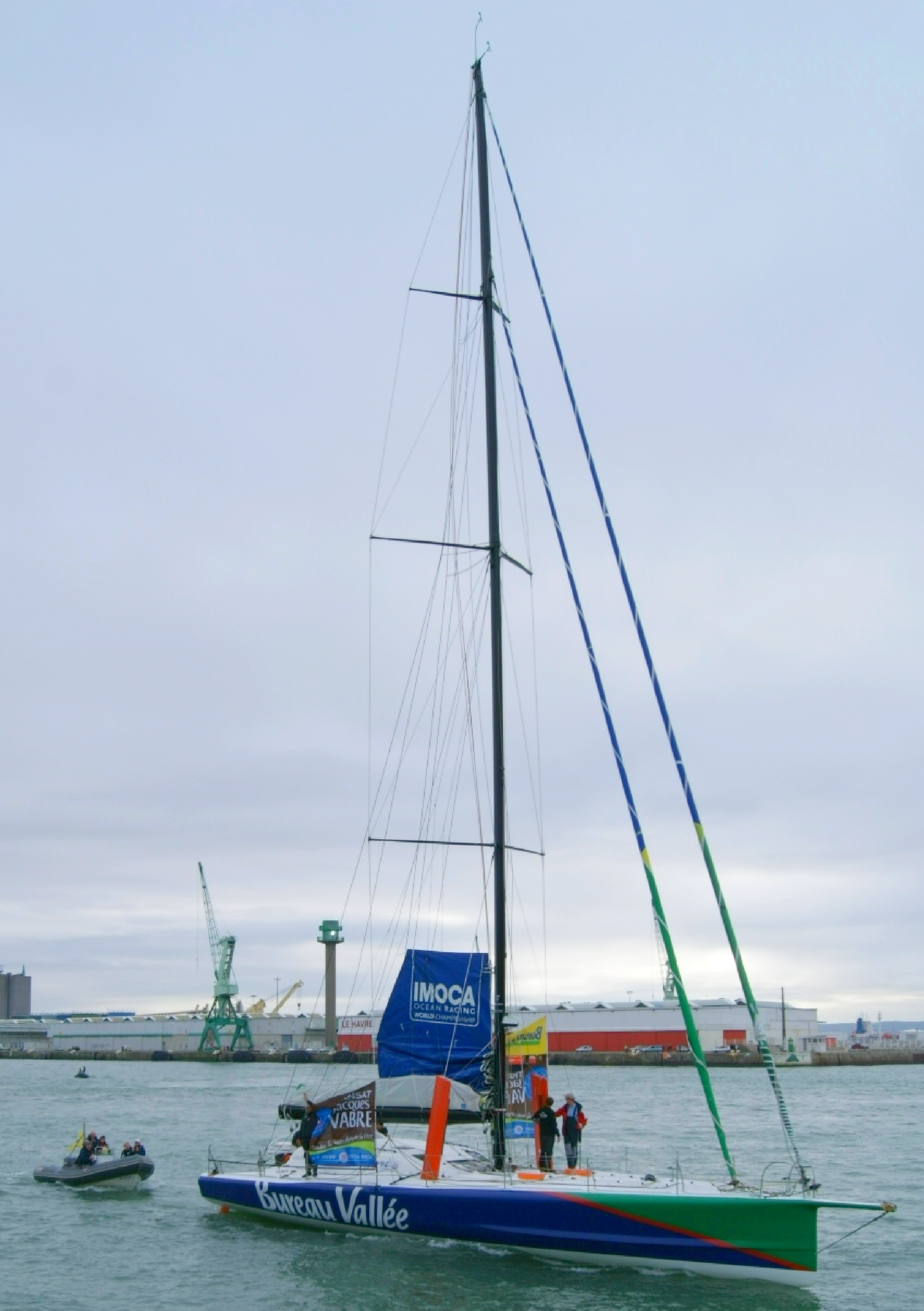
Bureau Vallée lors du prologue du 30 octobre 2011
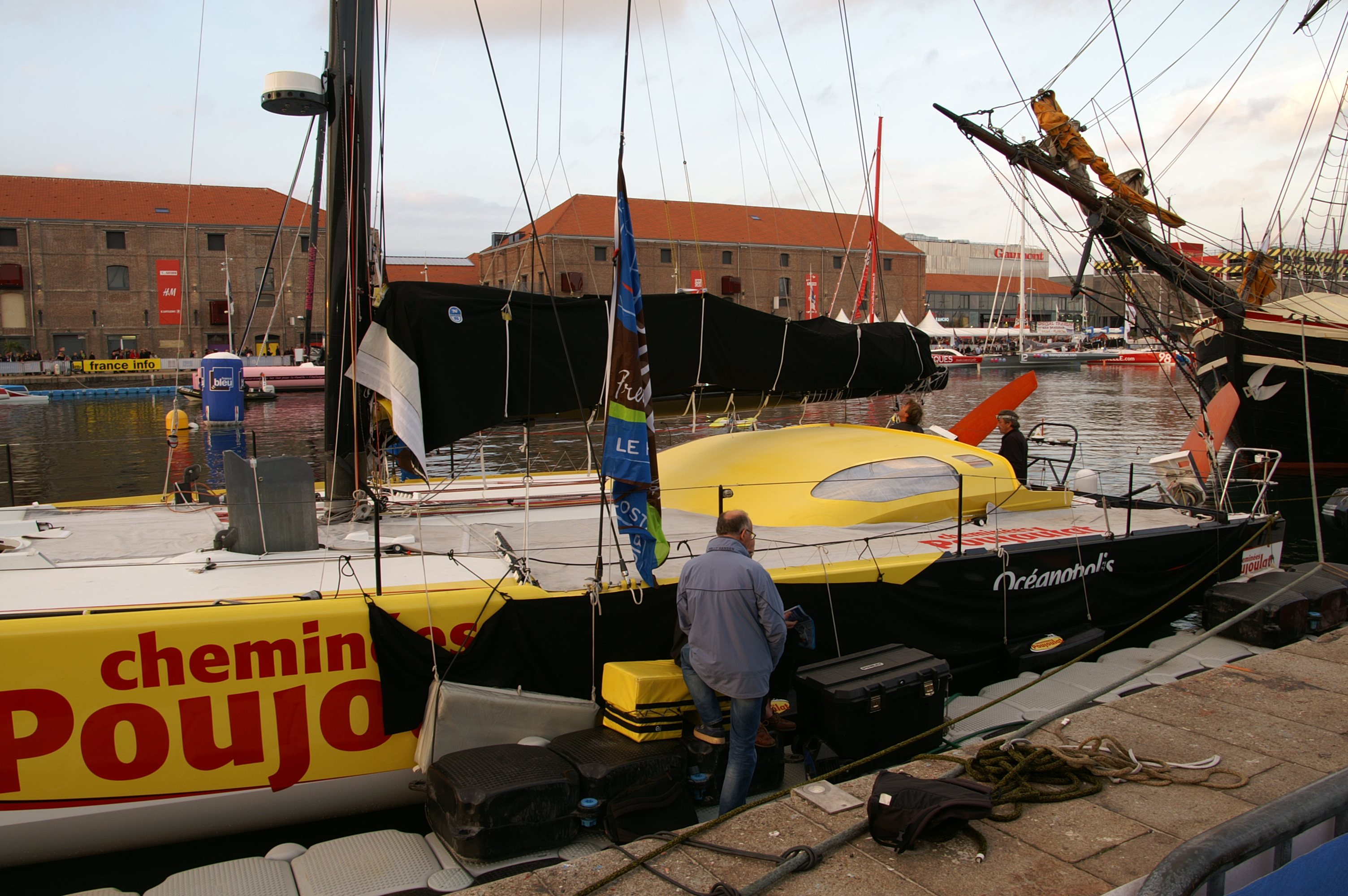
Cheminées Poujoulat au Havre avant le départ
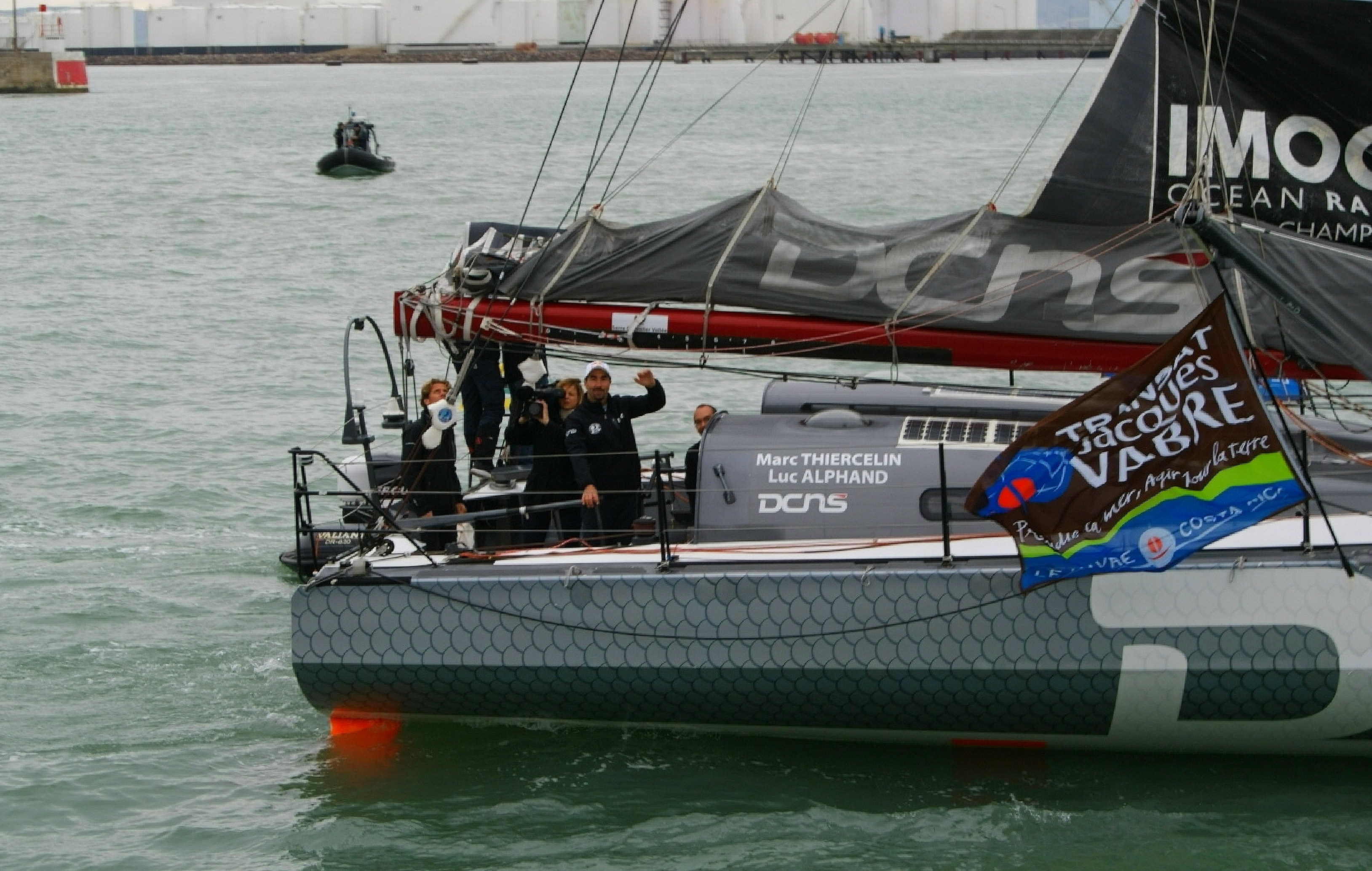
Luc Alphand sur le DCNS1000 au Havre avant le départ
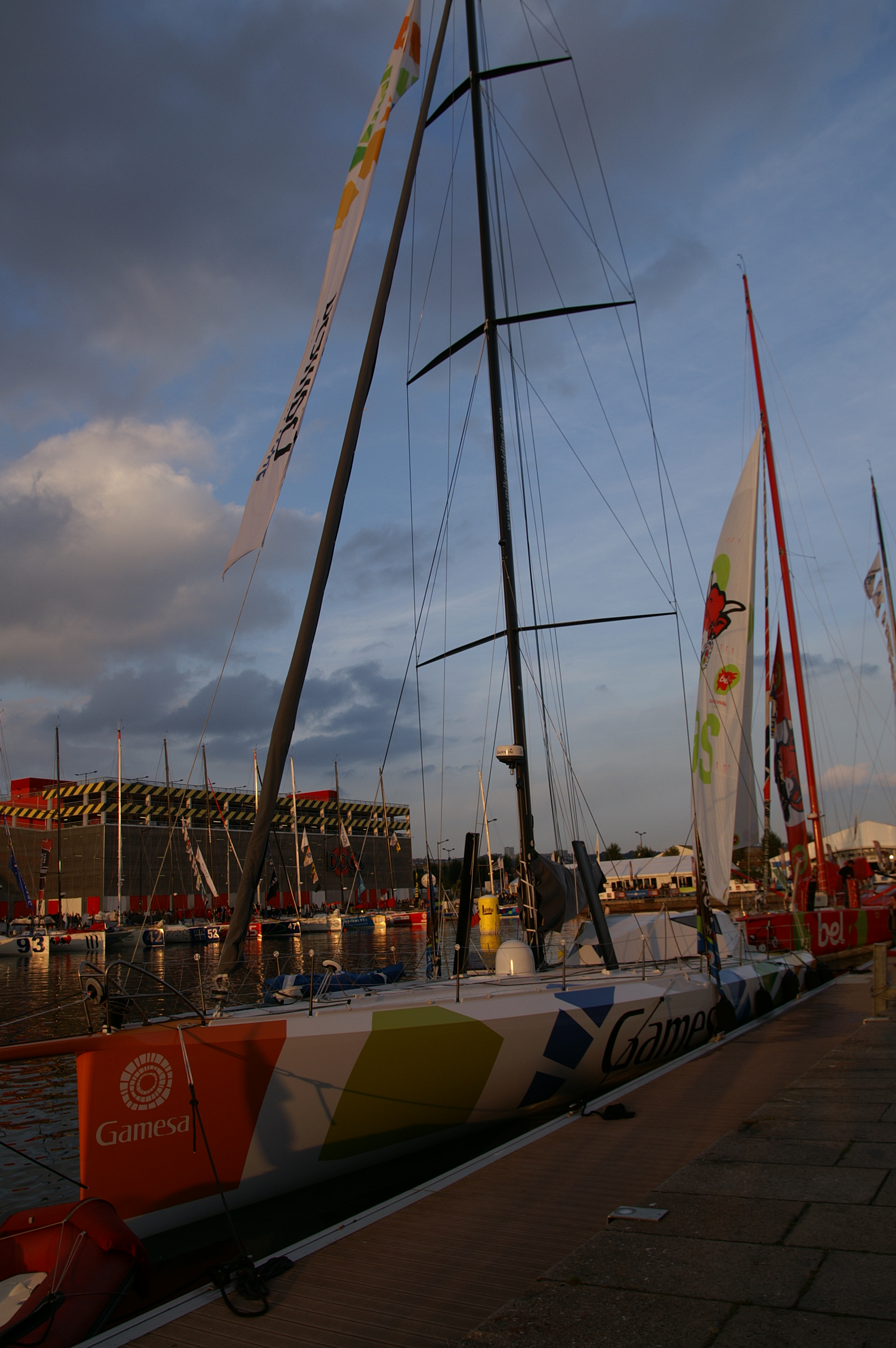
Gamesa au Havre avant le départ
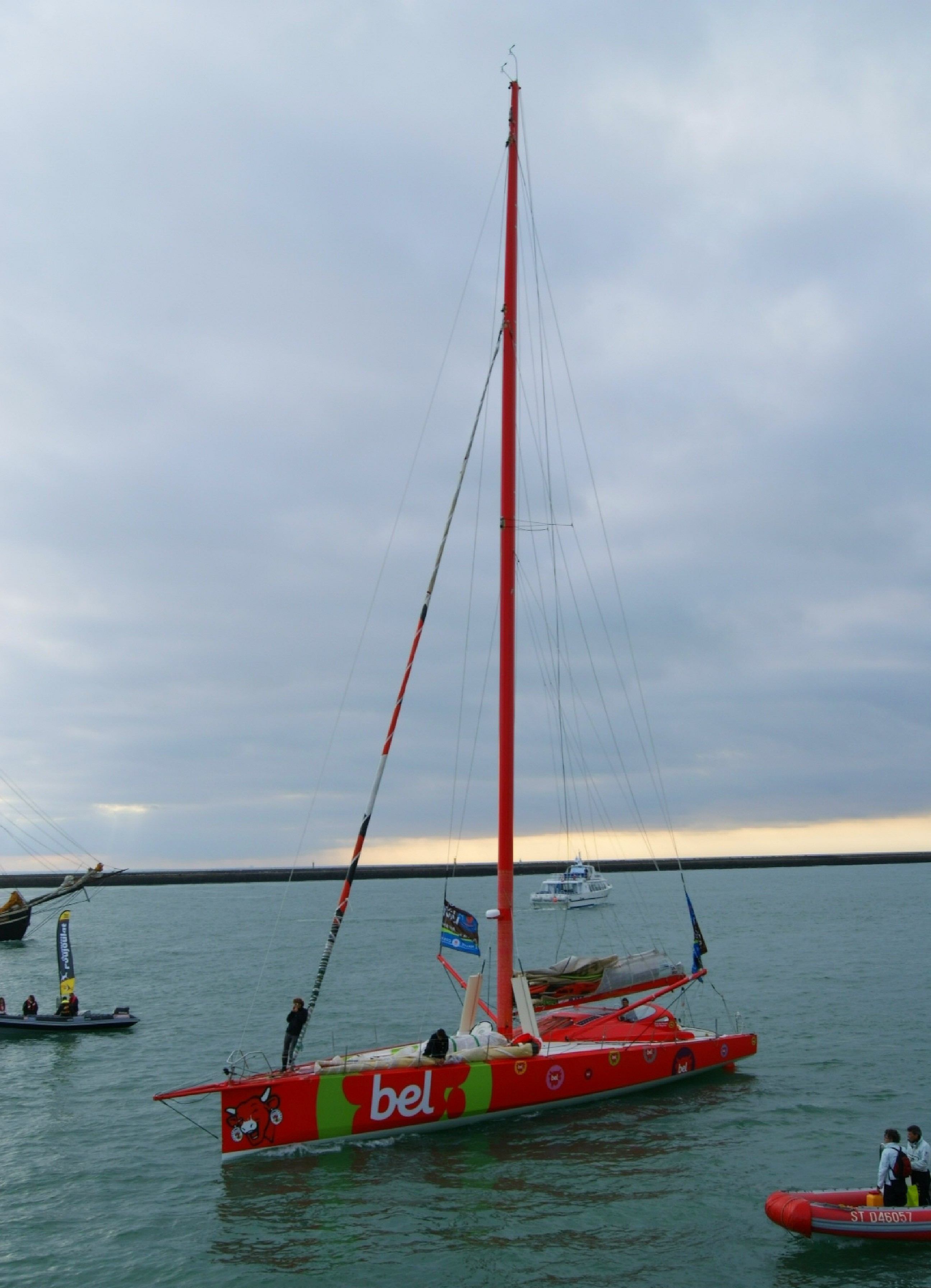
Groupe Bel rentre dans le port du Havre
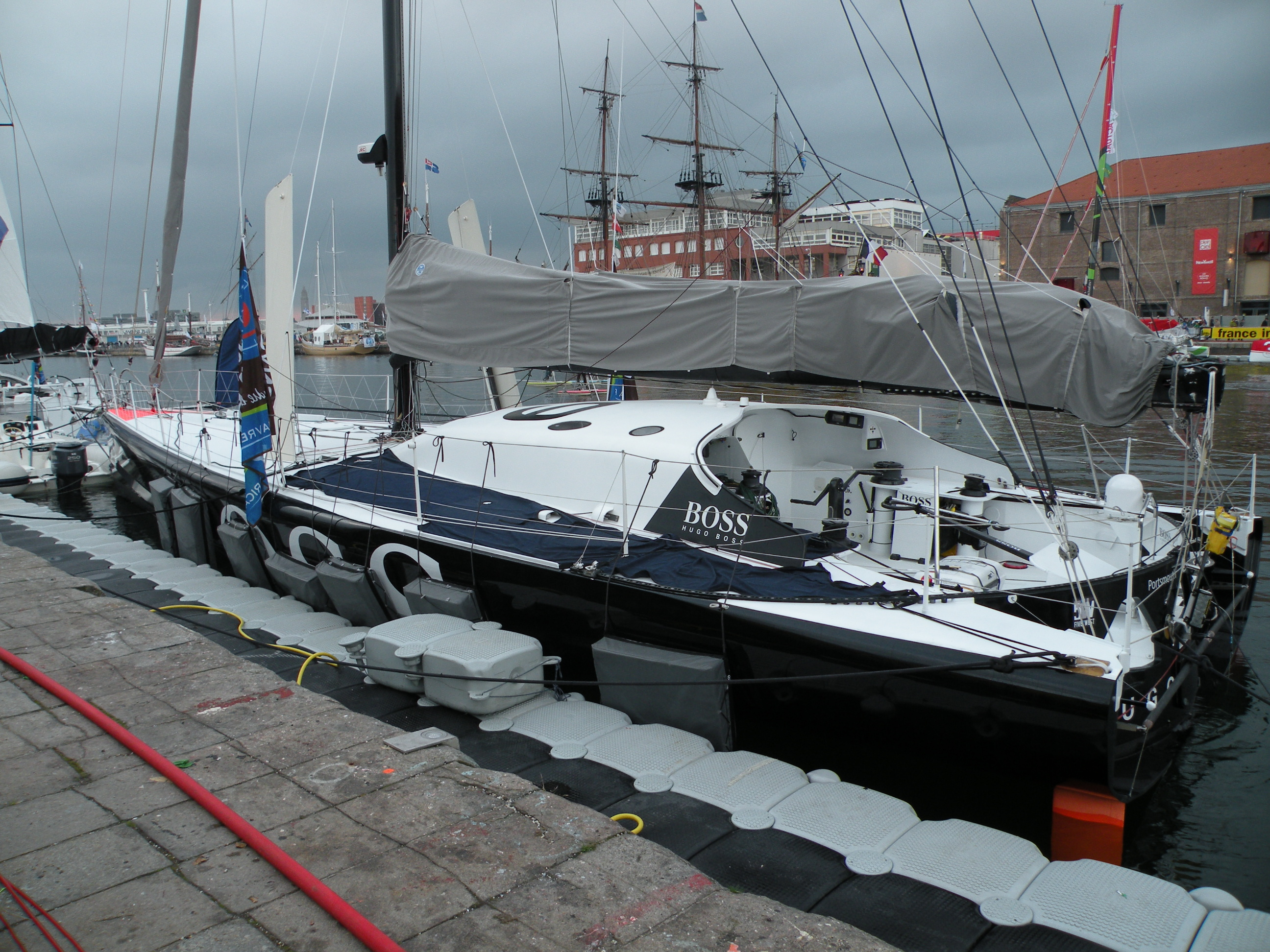
Hugo Boss au Havre avant le départ
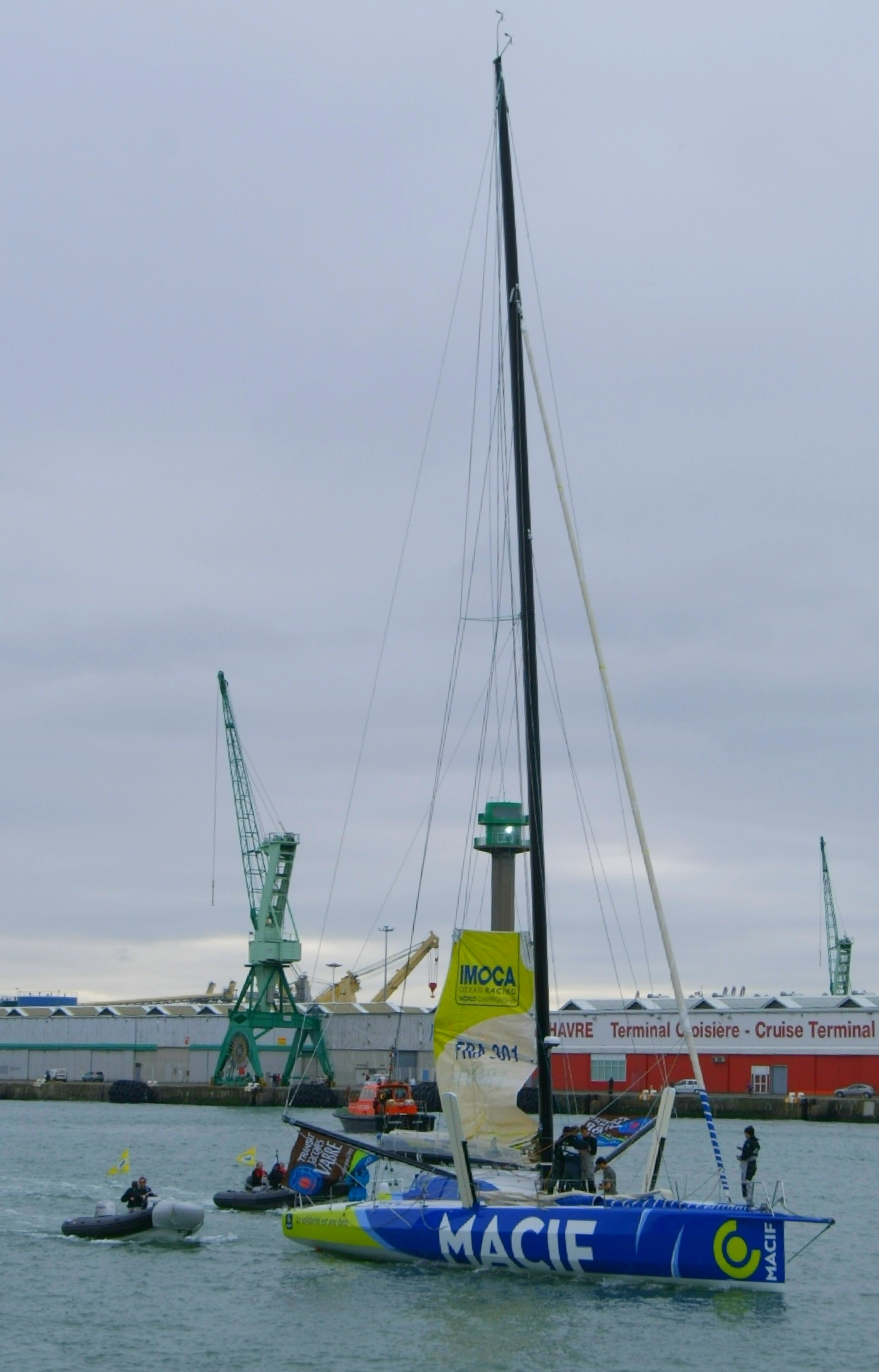
MACIF après le prologue du 30 octobre 2011
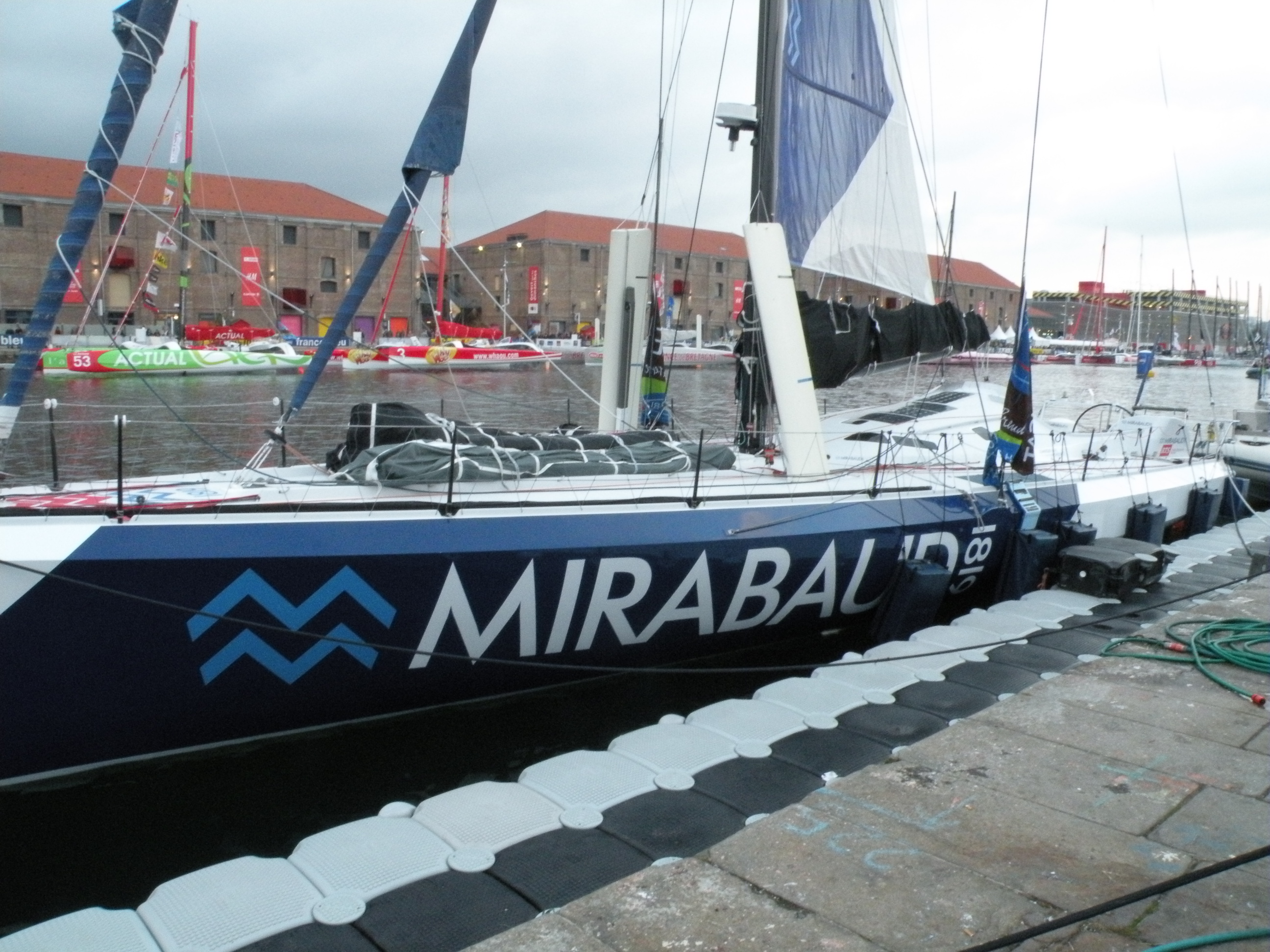
Mirabaud au Havre avant le départ
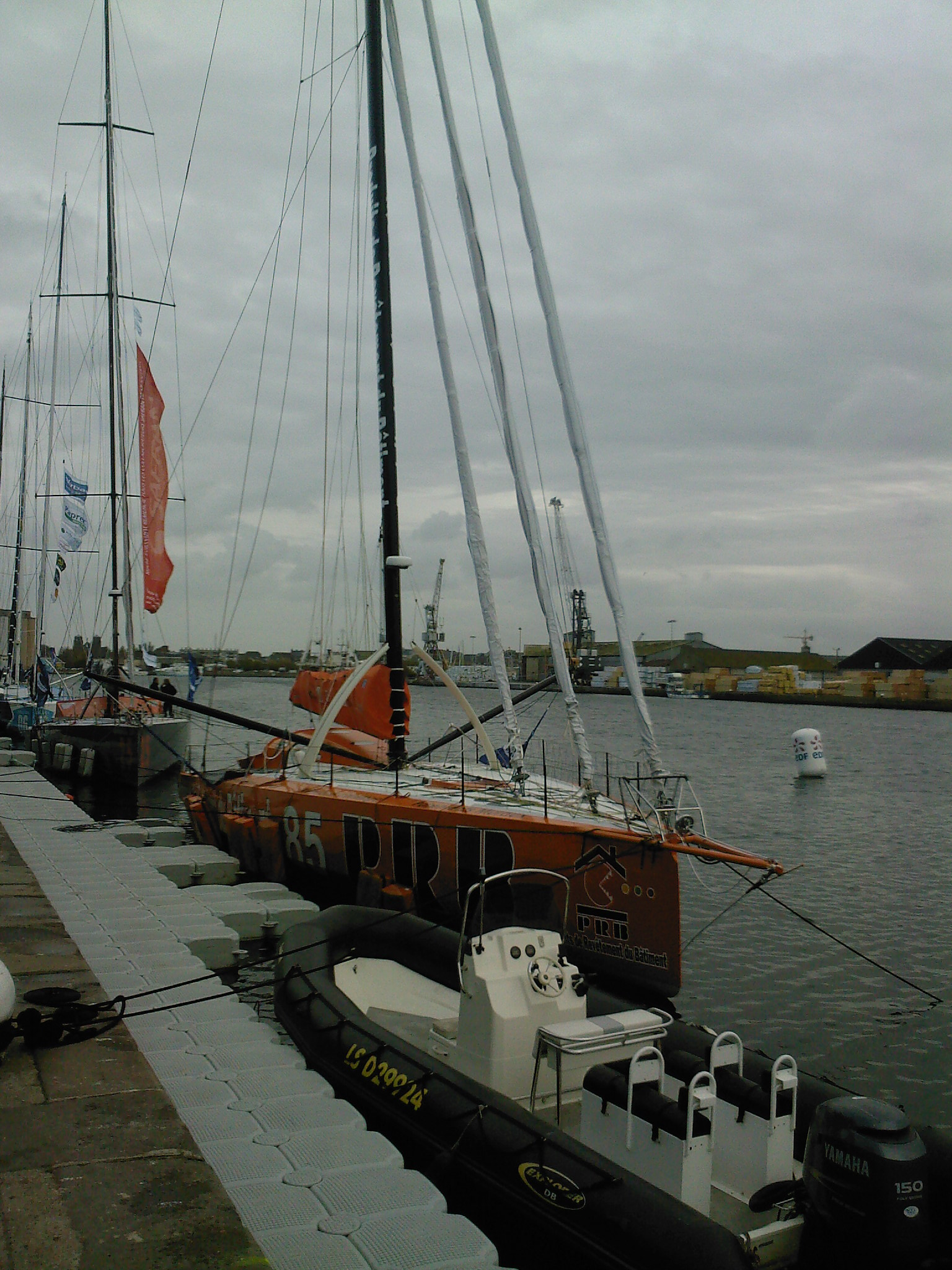
PRB  quay Duguay-Trouin à Saint-Malo pour la Route du Rhum 2010
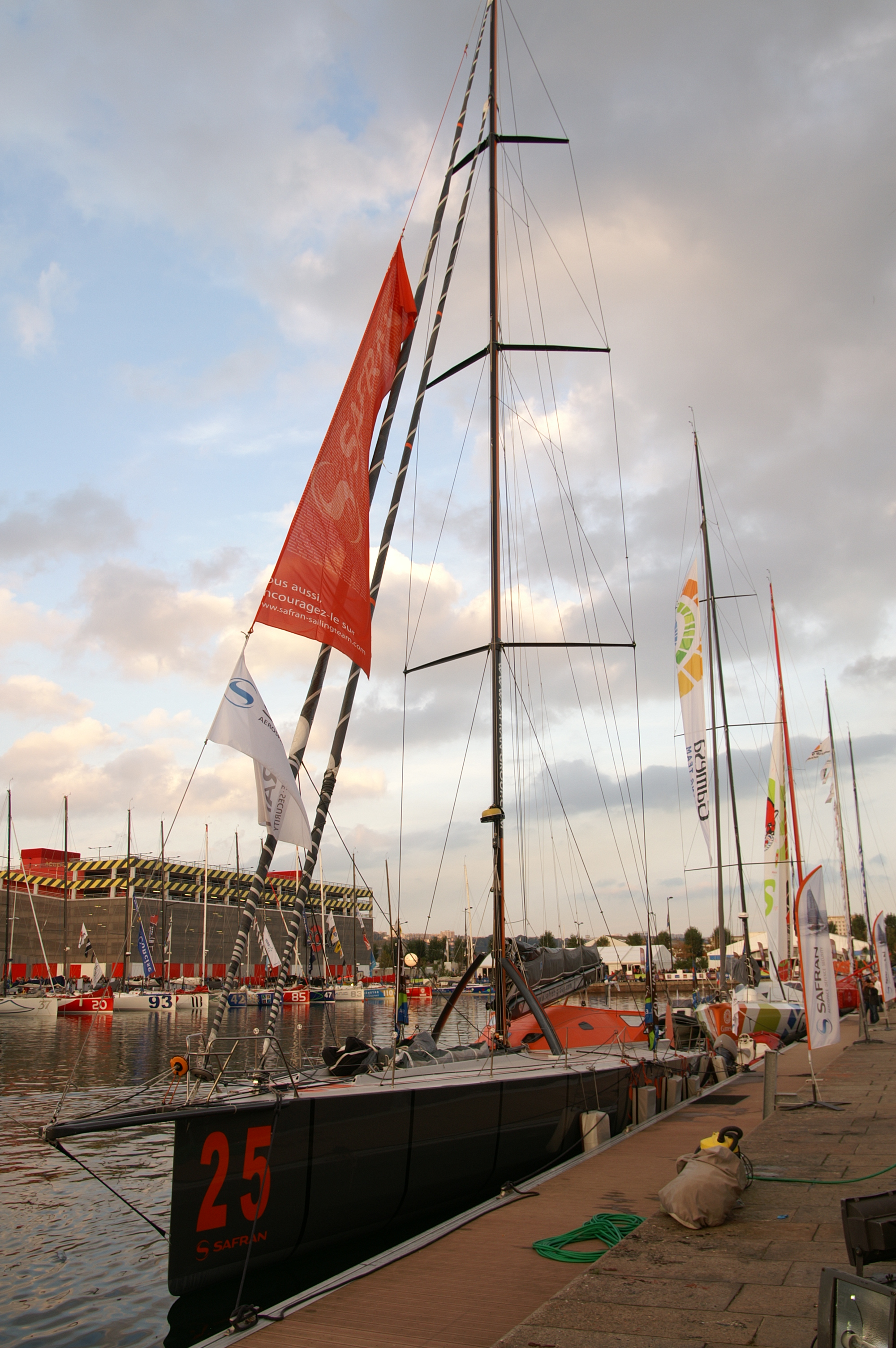
Safran au Havre avant le départ
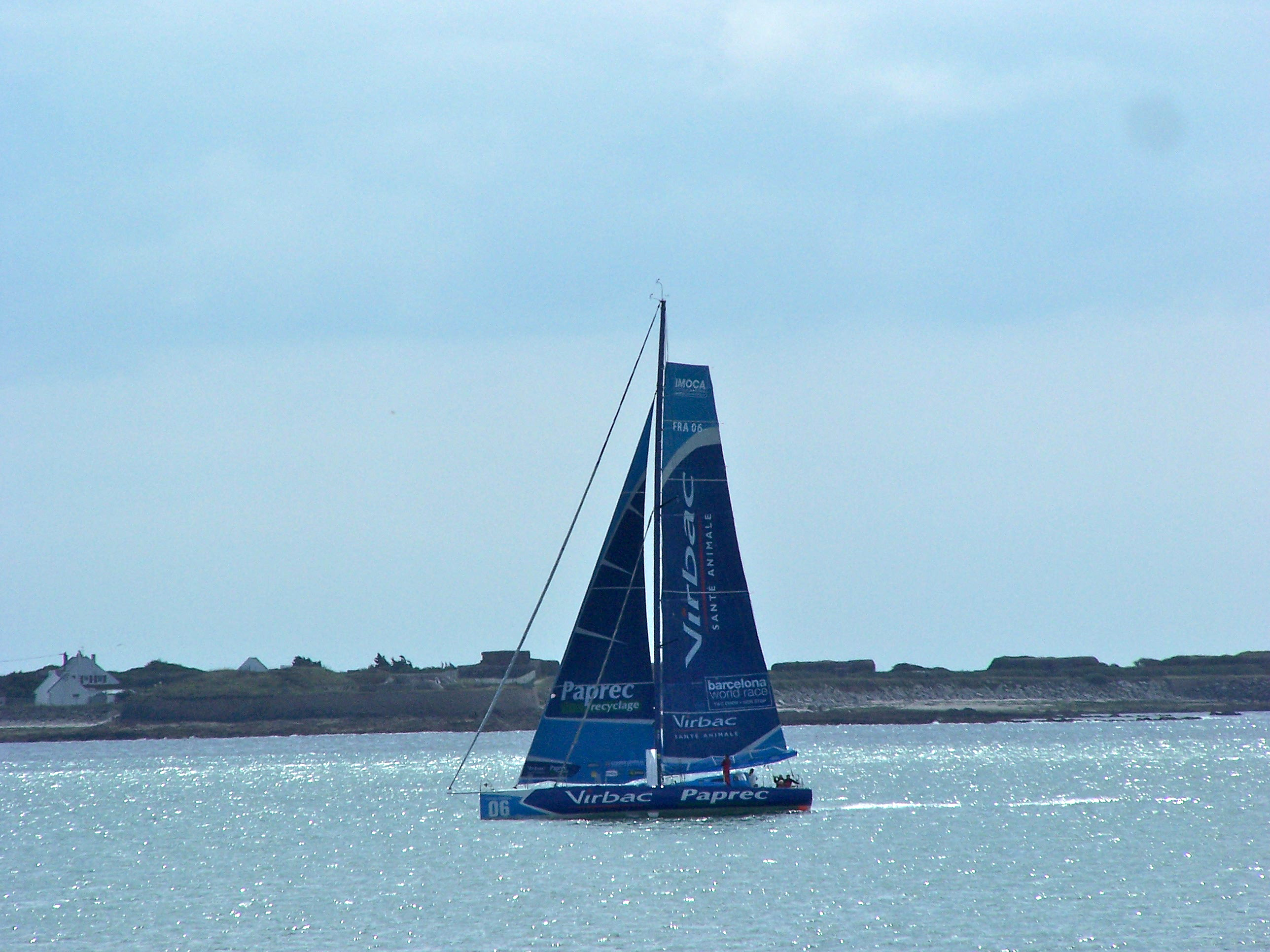
Virbac Paprec 3 dans la passe de l'Ouest entre Lorient et l'île de Groix le 21 juillet 2011

### CLASS40
| Nom du bateau                        | Année de lancement | N° voile  | Concurrent 1          | Concurrent 2            | Remarques |
| ------------------------------------ | ------------------ | --------- | --------------------- | ----------------------- | --------- |
| 11th Hour Racing                     | 2008               | USA60337  | Nicholas Halmos       | Hugh Piggin             |           |
| 40 Degrees                           | 2009               | GBR 90    | Hannah Jenner         | Jesse Naimark-Rowse     |           |
| Aquarelle.com                        | août 2010          | FRA 98    | Yannick Bestaven      | Eric Drouglazet         |           |
| Avis Immobilier                      | 2007               | FRA 47    | Eric Galmard          | François Scheeck        |           |
| Bureau Veritas - Dunkerque Plaisance | 2011               | FRA 109   | Stéphane Le Diraison  | Thomas Ruyant           |           |
| Comiris Pole Santé Elior             | 2009               | FRA 83    | Thierry Bouchard      | Gilles Berenger         |           |
| Concise 2                            | 2010               | GBR 93    | Ned Collier Wakefield | Sam Goodchild           |           |
| eRDF - Des pieds et des mains        | 2007               | FRA 52    | Damien Seguin         | Yoann Richomme          |           |
| Groupe Picoty                        | 2010               | FRA 85    | Jacques Fournier      | Jean-Christophe Caso    |           |
| Gust Buster                          | 2011               | FRA 93    | Anna Maria Renken     | Jakica Jesih            |           |
| Hip Eco Blue                         | 2007               | FRA 42    | Andrea Fantini        | Tommaso Stella          |           |
| Initiatives - Alex Olivier           | 2007               | GBR 30    | Tanguy de Lamotte     | Éric Péron              |           |
| Lecoq Cuisine                        |                    | USA 46    | Éric Lecoq            | Éric Defert             |           |
| Partouche                            | 2011               | FRA 113   | Christophe Coatnoan   | Étienne Laforgue        |           |
| Phoenix Europe Express               | 2006               | FRA 20    | Stéphanie Alran       | Jean-Edouard Criquioche |           |
| Solo                                 | 2008               | NOR 12212 | Rune Aasberg          | Simen Lovgren           |           |

CLASS40
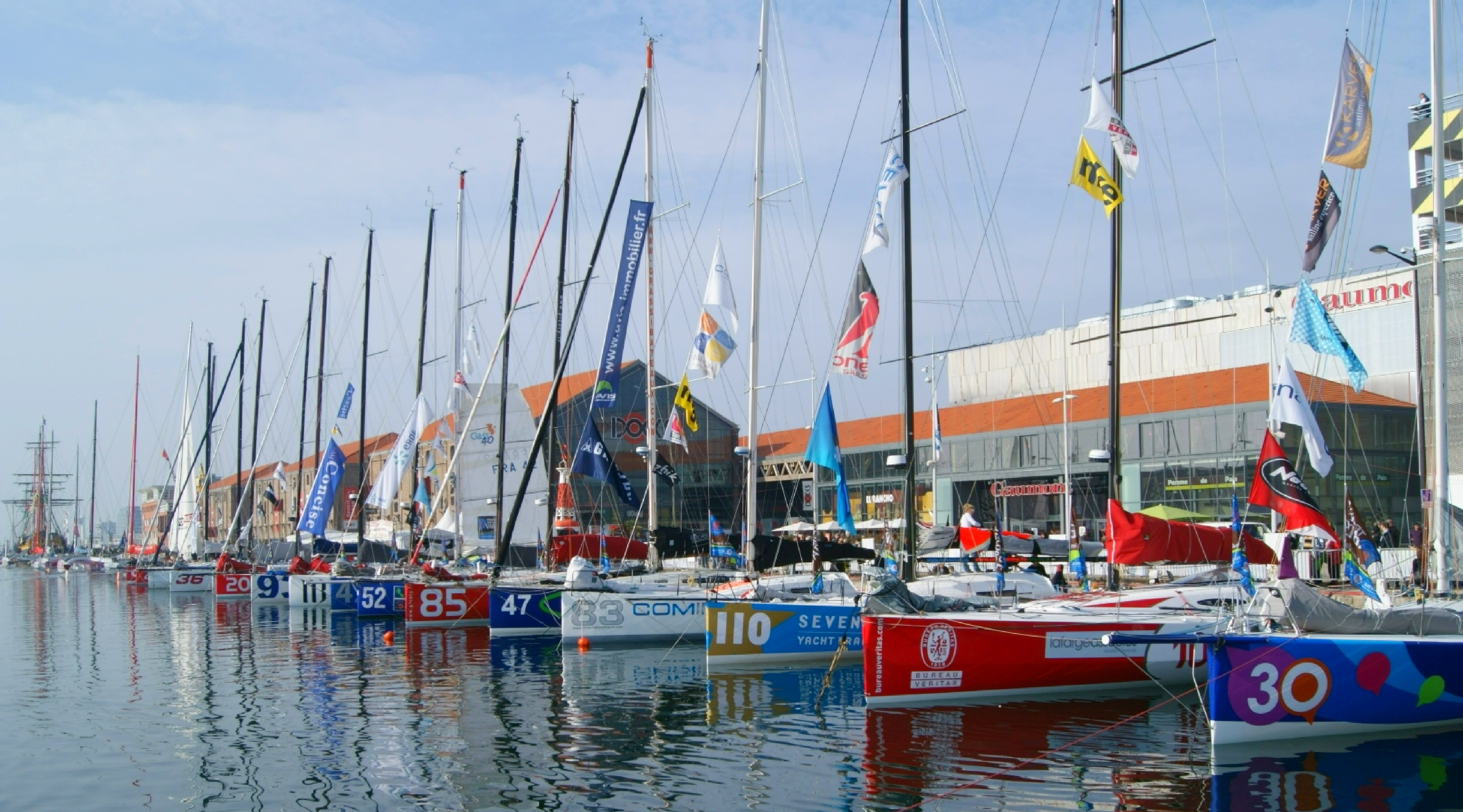
Les Class40 dans le bassin Paul Vatine

### MULTI50
| Nom du bateau           | Année de lancement  | N° voile | Concurrent1            | Concurrent2      | Remarques   |
| ----------------------- | ------------------- | -------- | ---------------------- | ---------------- | ----------- |
| Actual                  | 2009                | FRA 53   | Yves Le Blevec         | Samuel Manuard   |             |
| Crêpes Whaou! 3         | 2009                | FRA 03   | Franck-Yves Escoffier  | Antoine Koch     |             |
| FenetreA - Cardinal     | 2000 (modifié 2003) | FRA 05   | Erwan Le Roux          | Didier Le Vourch |             |
| Maitre Jacques          | 2005 (refit 2011)   | FRA 02   | Loïc Fequet            | Loic Escoffier   |             |
| Monopticien.com         | 1995                | FRA 12   | Julien Mabit           | Étienne Mabit    |             |
| Naviguez Anne Caseneuve | 2001                | FRA 04   | Aubin Houdet Caseneuve | Anne Caseneuve   | Non-partant |
| Prince de Bretagne      | 2009                | FRA 40   | Lionel Lemonchois      | Matthieu Souben  |             |

Multi50
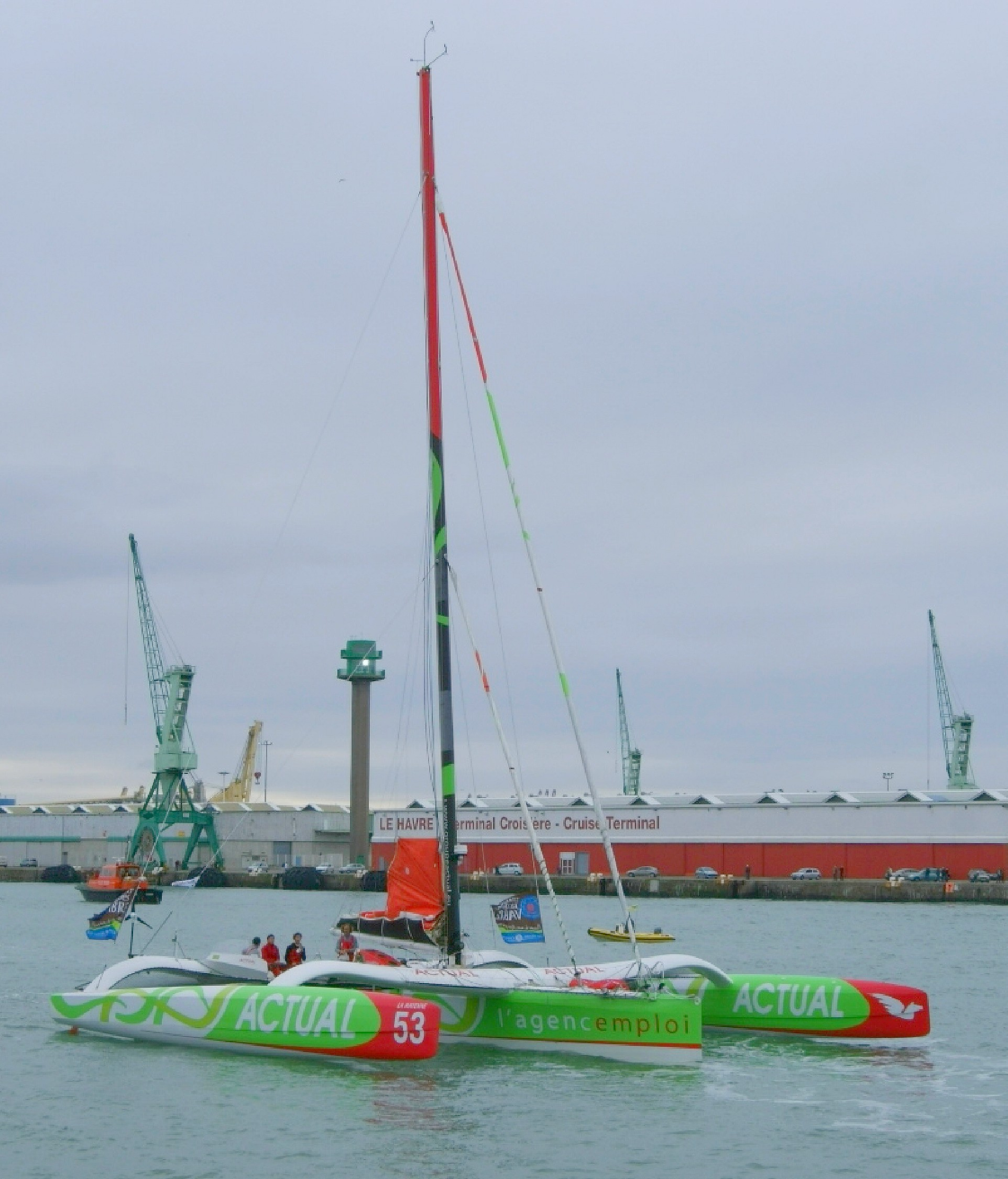
Actual quitte le port du Havre pour participer au prologue de la Transat Jacques-Vabre 2011
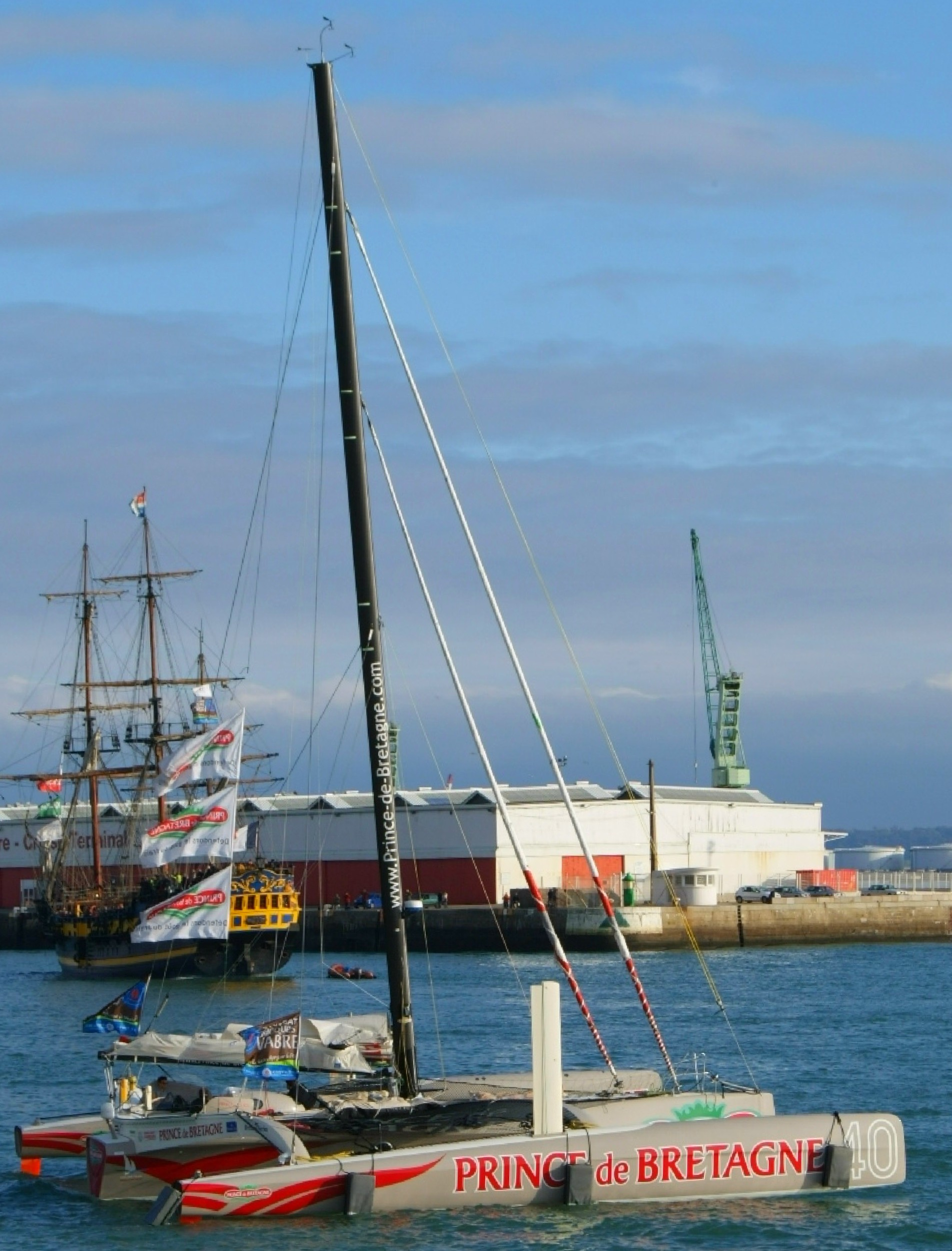
Prince de Bretagne dans le port du Havre après le prologue de le Transat Jacques-Vabre 2011
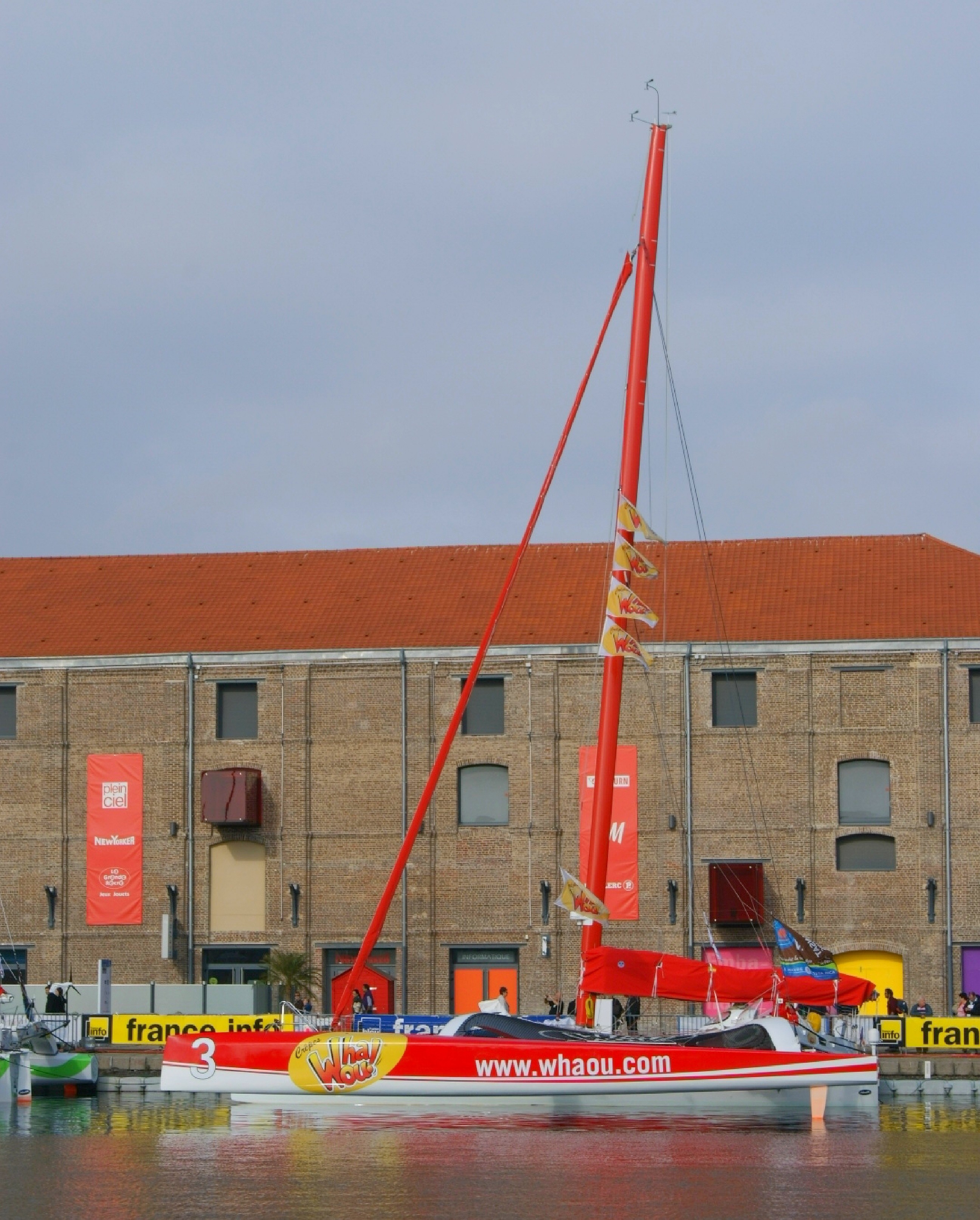
Crêpes Whaou! 3

## Records actuels
Le record absolu est détenu par Franck Cammas et Stève Ravussin sur Groupama en 10 jours 0 heure 38 minutes et 43 secondes sur un Multicoque 60 pieds (non admis cette année) en 2007 entre Le Havre et Salvador de Bahia (Brésil).
- Multicoques 50 pieds : Crêpes Whaou! 2 (Franck-Yves Escoffier et Kevin Escoffier) en 12 jours 06 heures 13 minutes 59 secondes soit 14,75 nœuds en 2005.
- Monocoques Imoca : Virbac-Paprec (Jean-Pierre Dick & Loïck Peyron) en 13 jours 9 heures 19 minutes 2 secondes soit 13,51 nœuds en 2005.
- Monocoques 50 pieds : Gryphon Solo (Joe Harris & Josh Hall) en 19 jours 9 heures 5 minutes 45 secondes soit 9,33 nœuds en 2005[42].

## Course

### Prologue
Le départ ayant été reporté, les 35 concurrents participent le 30 octobre 2011 à 13 h 2 à un prologue en baie du Havre : un  parcours côtier de 13 milles sous forme d’aller retour sous le cap de la Hève (celui initialement prévu dans le programme). Le programme de sortie des bateaux est donc maintenu : les premiers IMOCA et Class40 quittent les quais du bassin Paul Vatine à 10 h 30, paradent devant les spectateurs jusqu’au quai des Abeilles, devant le parking du Musée André Malraux, avant de prendre la mer.

### Premiers jours de course et premiers abandons
Le premier jour de course est consacré à la sortie de la Manche et de son gros trafic de navires (Rail d'Ouessant et des Casquets). Beaucoup de vent et une première nuit très agitée à cause du passage d'un front météorologique en Manche. Au pointage du 3 novembre 2011 à 20 h 00, pour les Multi 50 Actual mène devant Crêpes Whaou! et Prince de Bretagne, pour les IMOCA on trouve Virbac-Paprec 3 devant PRB  et Macif et pour les Class40 Aquarelle.com devant Concise et Bureau Veritas-Dunkerque Plaisance. Cette première journée a également été marquée par plusieurs abandons. Le premier a été le duo de français Éric Lecoq-Éric Defert sur Lecoq Cuisine en raison de douleurs au bas du dos  d'Éric Lecoq. Ce fut ensuite au tour du Multi50 Monopticien.com de Julien et Étienne Mabit, Une pièce du safran central ayant cassé. Le troisième abandon est celui du class40 Comiris Pole Santé Elior de Thierry Bouchard et Gilles Bérenger d'annoncer leur abandon à cause d'une cloison structurelle qui s’est délaminée.
En ce second jour de navigation la flotte s'étire et les écarts commencent à se creuser, surtout pour les derniers. Au matin du 4, un des favoris, l'IMOCA d'Arnaud Boissières  et Gérald Veniard Akena Vérandas démâte aux alentours de 3 h 30.

### Troisième nuit: hécatombe chez les Multi50
Cette troisième nuit de navigation est marquée par une série d'abandons pour les Multi50. Tout d'abord en fin de journée, Franck-Yves Escoffier et Antoine Koch, skippers de Crêpes Whaou! ont appelé la direction de course et leur équipe à terre pour les informer que Franck-Yves s’était blessé, ne lui permettant plus d’être mobile à bord, de barrer, ni de manœuvrer et qu'ils abandonnaient. Pour Franck-Yves, triple vainqueur de cette transat (2005 avec Kevin Escoffier, 2007 avec Karine Fauconnier et 2009 avec Erwann Le Roux) c'est le premier abandon. Ensuite vers 21 h, les skippers de Prince de Bretagne, Lionel Lemonchois et Mathieu Souben, ont contacté la direction de course pour indiquer que la crosse du bras de liaison avant bâbord de leur Multi50 Prince de Bretagne était cassée. Enfin c'est Fenêtre A Cardinal, barré par Erwan Le Roux et Didier Le Vourch qui ont découvert des fissures sur la cloison du mât et qui ont occasionné une voie d'eau, remplissant l'avant du flotteur. À la suite de ces trois nouveaux abandons il ne reste plus que deux Multi50 en course : Actual et Maitre Jacques.
Après ces abandons le pointage du 5 novembre 2011 à 5 h 00 donne les positions suivantes : en IMOCA MACIF à 3 886,8 milles de l’arrivée  devant Cheminées Poujoulat à 2,1 milles et Hugo Boss à 27,1 milles, en class40 c'est toujours Aquarelle.com qui mène à 4 146 milles de l’arrivée  devant Concise 2 à 4,9 milles et Bureau Veritas - Dunkerque Plaisance à 5,0 milles et en multi50 le leader devient Actual à 4 377,9 milles devant Maitre Jacques à  68,8 milles

### Vers les Açores: choix tactiques
À l'approche de l'archipel des Açores, les skippers vont choisir de le contourner par le nord et l'ouest ou par l'est et le sud, option avec plus de vents mais avec une distance supérieure à parcourir, trois IMOCA ont choisi cette option : Cheminées Poujoulat, PRB et Macif option choisie ensuite en fin de nuit par Banque Populaire, Safran et Groupe Bel. Finalement tous vont passer a l'ouest sauf le Multi50 Actual.
Le 6 novembre 2011 de nouveaux abandons. Problèmes de charge de moteur pour DCNS1000 qui fait route vers la Corogne, mais ne réussissant pas à résoudre le problème, DCNS1000 abandonne en début de soirée. À 12 h 18 UTC, Initiatives – Alex Olivier de Tanguy de Lamotte et Eric Péron a perdu sa quille alors qu'il était à 450 milles dans l’ouest de La Corogne.
Après quatre jours de course, il ne reste que 25 bateaux en compétition. au classement de 17 h 00 on trouve : en IMOCA Hugo Boss à 3 505 milles de l’arrivée  devant Virbac Paprec3 à 12,2 milles et Cheminées Poujoulat à 23,3 milles, en class40 c'est toujours Aquarelle.com qui mène à 3 813 milles de l’arrivée  devant Concise 2 à 8,1 milles et eRDF des pieds et des mains à 84,1 milles et en multi50 le leader devient Actual à 4 112,4 milles devant Maitre Jacques à  17,1 milles.
Le 7 novembre 2011 au petit matin, PRB Vincent Riou et Hugues Destremau se déroute sur les Açores (ils sont à 100 milles de Terceira), la cloison étanche a explosé sur 2 mètres. Vincent Riou estime la durée de la réparation à trois jours et semble sceptique sur ses chances de repartir. Le 8 novembre 2011 ils annoncent officiellement leur abandon.

### Balise de détresse pourCheminées Poujoulat
Après avoir contacté le PC course pour signaler une importante voie d'eau le 6 novembre à 20 h 00, Cheminées Poujoulat de Bernard Stamm et Jean François Cuzon déclenche, le 7 novembre 2011 à 10 h 50 CET, sa balise de détresse alors qu'ils sont à une centaine de milles au nord des Açores. Le signal est reçu par le Cross Gris Nez qui a relayé l’information au MRCC (Maritime Rescue Co-ordination Center) de Ponta Delgada dans l'île de São Miguel aux Açores. Un hélicoptère décolle pour aller les chercher (ils sont à 230 milles au nord de Ponta Delgada). Le CROSS Gris Nez a annoncé à la direction de course à 13 h 54 que Bernard Stamm et Jean-François Cuzon avaient été hélitreuillés par les secours portugais et dirigés vers Terceira.
Après cinq jours de course, au classement de 14 h 00 on trouve : en IMOCA Virbac Paprec 3 à 3 248,9 milles de l’arrivée devant Hugo Boss à 13,5 milles et Banque Populaire VI à 21,0 milles, en class40 c'est toujours Aquarelle.com qui mène à 3 623,3 milles de l’arrivée  devant Concise 2 à 5,2 milles et eRDF des pieds et des mains à 81,8 milles et en multi50 le leader devient Actual à 3 911,7 milles devant Maitre Jacques à  6,2 milles.

### Le Sud
Les premiers bateaux ont passé les Açores, le gros temps est terminé et les navigateurs vont aller chercher la route des alizés. Alors qu'ils étaient en tête au pointage du 8 novembre 2011 à 8h, sur Concise 2, les Anglais Ned Collier Wakefield et Sam Goodchild contactent le PC course en annonçant avoir constaté un délaminage à l’avant de la coque, et qu'ils se déroutent sur les Açores, ils annoncent ensuite leur abandon.
Les bateaux se trouvent dans une zone de calme et espèrent en sortir rapidement. Chez les IMOCA, deux groupes se sont formés. Au Nord sur une route proche de l'orthodromie Virbac-Paprec 3 et Hugo Boss et au sud Groupe Bel, Safran, Macif et Banque Populaire bloqués dans la pétole anticyclonique, ce groupe a perdu plus de 170 milles sur le duo du nord. Après six jours de course, au classement du 9 novembre 2011 17 h 00 (7j et 2h de course) on trouve : en IMOCA Virbac Paprec 3 à 2 744 milles de l’arrivée devant Hugo Boss à 18,8 milles et Banque Populaire VI à 177,4 milles, en class40 c'est toujours Aquarelle.com à 3 298 milles de l’arrivée qui mène devant eRDF des pieds et des mains à 94,1 milles et Picoty à 177,4 milles et en multi50 le leader Actual augmente son avance sur Maitre Jacques à  390,3 milles.

### Les alizés
Les bateaux ont repris de la vitesse surtout Bureau Vallée qui à plus de 17 nœuds remonte de cinq places au classement pour se retrouver troisième au pointage du 10 novembre 2011 à 8h mais à encore 247,7 milles du leader Virbac Paprec 3.
Le 11 novembre 2011, l'équipage féminin de Gust Buster l'allemande Anna Maria Renken et la slovène Jakica Jesih, annonce qu'elles se dirigent vers Ponta Delgada pour une escale technique, une partie de leur safran tribord est cassé . Au soir du 12 novembre 2011 au pointage de 20 h 00 (soit après 10 jours et cinq heures de course, ce qui signifie que le record absolu de la transat ne sera pas battu) les positions sont les suivantes : en IMOCA Virbac Paprec 3 à 1 826 milles de l’arrivée devant Hugo Boss à 41 milles et Gamesa à 223,8 milles, en multi50 le leader Actual à 2 497 milles voit revenir Maitre Jacques à  17 milles et en class40 c'est toujours Aquarelle.com qui mène à 2 674,5 milles de l’arrivée  devant eRDF des pieds et des mains à 127,1 milles et Groupe Picoty  à 238,5 milles.
Les choix tactiques continuent à l'approche de la passe de Mona pour les IMOCA, le contournement de Saint-Barthélémy pour les deux Multi50 encore en course. Pour les class40 40 Degrees et Solo ont choisi une route plus au nord espérant toucher plus rapidement du vent.

### Entrée dans la Mer des Caraïbes
Au cours de la nuit du 13 au 14 Virbac Paprec 3  est le premier à franchir le passage de Mona et à rentrer dans la Mer des Caraïbes. En Multi50, Actual continue sa route le long de la côte au vent de l’arc antillais alors que Maître Jacques vient de dépasser Saint-Barthélemy et peut désormais faire route vers la Barbade. Au pointage de 14 novembre 2011 à 5h les positions sont les suivantes : en IMOCA Virbac Paprec 3 à 1 826 milles de l’arrivée mène toujours devant Hugo Boss à 43,6 milles et Bureau Vallée  à 261 milles, en multi50 le leader Actual à 1 867,3 milles augmente son avance sur Maitre Jacques à  181,2 milles et en class40 c'est toujours Aquarelle.com qui mène à 2 425 milles de l’arrivée  devant eRDF des pieds et des mains à 159,3 milles et Groupe Picoty  à 306,1 milles.
Après presque deux semaines de course (exactement 13 jours et 17 h), sauf avarie, Virbac Paprec 3 s'envole vers la victoire. Au pointage de 16 novembre 2011 à 5h les positions sont les suivantes : en IMOCA Virbac Paprec 3 à 592,4 milles de l’arrivée mène toujours devant Hugo Boss à 135,6 milles et le duo Banque Populaire  à 259,4 milles etMACIF  à 261,5 milles en lutte pour la troisième place, en multi50 le leader Actual à 1 139,5 milles continue à augmenter son avance sur Maitre Jacques à  277,6 milles et en class40 c'est toujours Aquarelle.com qui mène à 2 015,1 milles de l’arrivée  devant eRDF des pieds et des mains à 115 milles et 40 degrees  à 233,5 milles (dont l'option nord a été payante).
Le 21 novembre 2011 entrée des class40 dans la mer des caraibes. Dans cette classe le pointage de 20 h 00 donne les positions suivantes : Aquarelle.com qui mène toujours à 620,3 milles de l’arrivée  devant eRDF des pieds et des mains à 110,7 milles et 40 degrees  à 273,9 milles.

### Arrivée
Le 18 novembre 2011 à 9 h 14 (CET) le duo Jean-Pierre Dick et Jérémie Beyou, à bord de Virbac-Paprec 3, franchit en vainqueur la ligne d'arrivée après 15 j 18 h 13 min 54 s de course. Jean-Pierre Dick réalise ainsi un triplé dans l'épreuve après ses victoires de 2003 et 2005, rejoignant Franck Cammas (2001, 2003 et 2007 en multicoque 60) et Franck-Yves Escoffier (2005, 2007 et 2009 en Multi50). Dick et Beyou améliorent le temps de référence (sur le même parcours) de Marc Guillemot et Charles Caudrelier en 2009 d'1 h 7 min. C'est la seconde fois en dix éditions qu'un monocoque gagne le classement général de la transat, après la victoire en 2005 de Jean-Pierre Dick associé à Loïck Peyron sur Virbac Paprec.
Avec cette victoire Jean-Pierre Dick réalise un doublé unique Barcelona World Race - Transat Jacques-Vabre. Quant à Jérémie Beyou, il fait le doublé Solitaire du Figaro - Transat Jacques-Vabre.
En IMOCA le podium est complété par Alex Thomson et Guillermo Altadill sur Hugo Boss et Armel Le Cléac'h et Christopher Pratt sur Banque Populaire VI.
Le 20 novembre 2011 à 8 h 07 (CET) Yves Le Blevec et Samuel Manuard sur Actual ont franchi la ligne d’arrivée de la Transat Jacques-Vabre en vainqueur des Multi50 dans un temps de 17 j 17 h 7 min 43 s (soit 1 j et 23 h de plus que le vainqueur du classement général l'IMOCA Virbac Paprec 3. Ils précèdent Loïc Fequet et Loic Escoffier sur Maitre Jacques.
Le 24 novembre 2011 à 8 h 59 (CET) Yannick Bestaven et Eric Drouglazet sur Aquarelle.com ont franchi la ligne d’arrivée de la Transat Jacques-Vabre en vainqueur de la class40 dans un temps de 21 j 17 h 59 min 8 s (soit 5 j et 23 h de plus que le vainqueur du classement général l'IMOCA Virbac Paprec 3. Les deux bateaux suivants sont Damien Seguin et Yoann Richomme sur eRDF - Des pieds et des mains suivis par Hannah Jenner et Jesse Naimark-Rowse sur 40 Degrees. Alors que leur moyenne sur le parcours théorique est de 8,5 nœuds, leur moyenne réelle est de  9,46 nœuds pour une distance parcourue de 5 264 milles.

## Classement

### IMOCA
| Classe IMOCA : monocoques (13 inscrits) | Classe IMOCA : monocoques (13 inscrits) | Classe IMOCA : monocoques (13 inscrits) | Classe IMOCA : monocoques (13 inscrits)                                                                 | Classe IMOCA : monocoques (13 inscrits)                                                                 | Classe IMOCA : monocoques (13 inscrits)                                                                 | Classe IMOCA : monocoques (13 inscrits)                                                                 | Classe IMOCA : monocoques (13 inscrits)                                                                 |
| Concurrents                             | Concurrents                             | Bateau                                  | Classement                                                                                              | Classement                                                                                              | Arrivée                                                                                                 | Arrivée                                                                                                 | Arrivée                                                                                                 |
| Skipper                                 | Skipper                                 | Nom du bateau                           | Général                                                                                                 | Classe                                                                                                  | Date | Temps                                                                                                   | Moyenne (nds)                                                                                           |
| --------------------------------------- | --------------------------------------- | --------------------------------------- | --- | --- | --- | --- | --- |
| Jean-Pierre Dick                        | Jérémie Beyou                           | Virbac Paprec 3                         | 1er | 1er | 18 novembre 2011                                                                                        | 15 j 18 h 13 min 54 s                                                                                   | 12.50                                                                                                   |
| Alex Thomson                            | Guillermo Altadill                      | Hugo Boss                               | 2e | 2e | 19 novembre 2011                                                                                        | 16 j 09 h 00 min 00 s                                                                                   | 12.03                                                                                                   |
| Armel Le Cléac'h                        | Christopher Pratt                       | Banque Populaire VI                     | 3e | 3e | 19 novembre 2011                                                                                        | 16 j 15 h 00 min 03 s                                                                                   | 11.85                                                                                                   |
| François Gabart                         | Sébastien Col                           | MACIF                                   | 4e | 4e | 19 novembre 2011                                                                                        | 16 j 16 h 50 min 12 s                                                                                   | 11.80                                                                                                   |
| Kito de Pavant                          | Yann Regniau                            | Groupe Bel                              | 5e | 5e | 19 novembre 2011                                                                                        | 16 j 18 h 04 min 02 s                                                                                   | 11.76                                                                                                   |
| Marc Guillemot                          | Yann Eliès                              | Safran                                  | 6e | 6e | 19 novembre 2011                                                                                        | 16 j 19 h 27 min 52 s                                                                                   | 11.72                                                                                                   |
| Louis Burton                            | Nelson Burton                           | Bureau Vallée                           | 7e | 7e | 20 novembre 2011                                                                                        | 17 j 16 h 45 min 40 s                                                                                   | 11.14                                                                                                   |
| Dominique Wavre                         | Michèle Paret                           | Mirabaud                                | 9e | 8e | 20 novembre 2011                                                                                        | 17 j 19 h 39 min 26 s                                                                                   | 11.06                                                                                                   |
| Mike Golding                            | Bruno Dubois                            | Gamesa                                  | 10e | 9e | 20 novembre 2011                                                                                        | 17 j 21 h 42 min 10 s                                                                                   | 11.01                                                                                                   |
| Vincent Riou                            | Hugues Destremau                        | PRB                                     | 8 novembre 2011 Abandon (cloison étanche)                                                               | 8 novembre 2011 Abandon (cloison étanche)                                                               | 8 novembre 2011 Abandon (cloison étanche)                                                               | 8 novembre 2011 Abandon (cloison étanche)                                                               | 8 novembre 2011 Abandon (cloison étanche)                                                               |
| Bernard Stamm                           | Jean-François Cuzon                     | Cheminées Poujoulat                     | 7 novembre 2011 Abandon (déclenchement de la balise de détresse à la suite d'une importante voie d'eau) | 7 novembre 2011 Abandon (déclenchement de la balise de détresse à la suite d'une importante voie d'eau) | 7 novembre 2011 Abandon (déclenchement de la balise de détresse à la suite d'une importante voie d'eau) | 7 novembre 2011 Abandon (déclenchement de la balise de détresse à la suite d'une importante voie d'eau) | 7 novembre 2011 Abandon (déclenchement de la balise de détresse à la suite d'une importante voie d'eau) |
| Marc Thiercelin                         | Luc Alphand                             | DCNS 1000                               | 6 novembre 2011 Abandon (problèmes de charge de moteur),                                                | 6 novembre 2011 Abandon (problèmes de charge de moteur),                                                | 6 novembre 2011 Abandon (problèmes de charge de moteur),                                                | 6 novembre 2011 Abandon (problèmes de charge de moteur),                                                | 6 novembre 2011 Abandon (problèmes de charge de moteur),                                                |
| Arnaud Boissières                       | Gérald Veniard                          | Akena Vérandas                          | 4 novembre 2011 Abandon (démâtage)                                                                      | 4 novembre 2011 Abandon (démâtage)                                                                      | 4 novembre 2011 Abandon (démâtage)                                                                      | 4 novembre 2011 Abandon (démâtage)                                                                      | 4 novembre 2011 Abandon (démâtage)                                                                      |

### Multi50
| Classe Multi50 : multicoques (7 inscrits) | Classe Multi50 : multicoques (7 inscrits) | Classe Multi50 : multicoques (7 inscrits) | Classe Multi50 : multicoques (7 inscrits)                  | Classe Multi50 : multicoques (7 inscrits)                  | Classe Multi50 : multicoques (7 inscrits)                  | Classe Multi50 : multicoques (7 inscrits)                  | Classe Multi50 : multicoques (7 inscrits)                  |
| Concurrents                               | Concurrents                               | Bateau                                    | Classement                                                 | Classement                                                 | Arrivée                                                    | Arrivée                                                    | Arrivée                                                    |
| Skipper                                   | Skipper                                   | Nom du bateau                             | Général                                                    | Classe                                                     | Date                                                       | Temps                                                      | Moyenne (nds)                                              |
| ----------------------------------------- | ----------------------------------------- | ----------------------------------------- | ---------------------------------------------------------- | ---------------------------------------------------------- | ---------------------------------------------------------- | ---------------------------------------------------------- | ---------------------------------------------------------- |
| Yves Le Blevec                            | Samuel Manuard                            | Actual                                    | 8e                                                         | 1er                                                        | 20 novembre 2011                                           | 17 j 17 h 07 min 43 s                                      | 12.52                                                      |
| Loïc Fequet                               | Loic Escoffier                            | Maitre Jacques                            | 11e                                                        | 2e                                                         | 21 novembre 2011                                           | 18 j 22 h 10 min 30 s                                      | 11.72                                                      |
| Lionel Lemonchois                         | Matthieu Souben                           | Prince de Bretagne                        | 4 novembre 2011 Abandon (crosse du bras de liaison cassée) | 4 novembre 2011 Abandon (crosse du bras de liaison cassée) | 4 novembre 2011 Abandon (crosse du bras de liaison cassée) | 4 novembre 2011 Abandon (crosse du bras de liaison cassée) | 4 novembre 2011 Abandon (crosse du bras de liaison cassée) |
| Erwan Le Roux                             | Didier Le Vourch                          | FenetreA - Cardinal                       | 4 novembre 2011 Abandon (fissure de mât et voie d'eau)     | 4 novembre 2011 Abandon (fissure de mât et voie d'eau)     | 4 novembre 2011 Abandon (fissure de mât et voie d'eau)     | 4 novembre 2011 Abandon (fissure de mât et voie d'eau)     | 4 novembre 2011 Abandon (fissure de mât et voie d'eau)     |
| Franck-Yves Escoffier                     | Antoine Koch                              | Crêpes Whaou !                            | 4 novembre 2011 Abandon (Franck-Yves Escoffier blessé)     | 4 novembre 2011 Abandon (Franck-Yves Escoffier blessé)     | 4 novembre 2011 Abandon (Franck-Yves Escoffier blessé)     | 4 novembre 2011 Abandon (Franck-Yves Escoffier blessé)     | 4 novembre 2011 Abandon (Franck-Yves Escoffier blessé)     |
| Julien Mabit                              | Étienne Mabit                             | Monopticien.com                           | 3 novembre 2011 Abandon (pièce du safran central cassée)   | 3 novembre 2011 Abandon (pièce du safran central cassée)   | 3 novembre 2011 Abandon (pièce du safran central cassée)   | 3 novembre 2011 Abandon (pièce du safran central cassée)   | 3 novembre 2011 Abandon (pièce du safran central cassée)   |
| Aubin Houdet Caseneuve                    | Anne Caseneuve                            | Naviguez Anne Caseneuve                   | Non autorisés à partir le 28 octobre 2011                  | Non autorisés à partir le 28 octobre 2011                  | Non autorisés à partir le 28 octobre 2011                  | Non autorisés à partir le 28 octobre 2011                  | Non autorisés à partir le 28 octobre 2011                  |

### Class40
| Classe Class40 : monocoques (16 inscrits) | Classe Class40 : monocoques (16 inscrits) | Classe Class40 : monocoques (16 inscrits) | Classe Class40 : monocoques (16 inscrits)                     | Classe Class40 : monocoques (16 inscrits)                     | Classe Class40 : monocoques (16 inscrits)                     | Classe Class40 : monocoques (16 inscrits)                     | Classe Class40 : monocoques (16 inscrits)                     |
| Concurrents                               | Concurrents                               | Bateau                                    | Classement                                                    | Classement                                                    | Arrivée                                                       | Arrivée                                                       | Arrivée                                                       |
| Skipper                                   | Skipper                                   | Nom du bateau                             | Général                                                       | Classe                                                        | Date                                                          | Temps                                                         | Moyenne (nds)                                                 |
| ----------------------------------------- | ----------------------------------------- | ----------------------------------------- | ------------------------------------------------------------- | ------------------------------------------------------------- | ------------------------------------------------------------- | ------------------------------------------------------------- | ------------------------------------------------------------- |
| Yannick Bestaven                          | Eric Drouglazet                           | Aquarelle.com                             | 12e                                                           | 1er                                                           | 24 novembre 2011                                              | 21 j 17 h 59 min 08 s                                         | 9.06                                                          |
| Damien Seguin                             | Yoann Richomme                            | eRDF - Des pieds et des mains             | 13e                                                           | 2e                                                            | 24 novembre 2011                                              | 22 j 03 h 02 min 00 s                                         | 8.91                                                          |
| Hannah Jenner                             | Jesse Naimark-Rowse                       | 40 Degrees                                | 14e                                                           | 3e                                                            | 25 novembre 2011                                              | 23 j 04 h 02 min 04 s                                         | 8.50                                                          |
| Rune Aasberg                              | Simen Lovgren                             | Solo                                      | 15e                                                           | 4e                                                            | 26 novembre 2011                                              | 23 j 10 h 10 min 24 s                                         | 8.41                                                          |
| Jacques Fournier                          | Jean-Christophe Caso                      | Groupe Picoty                             | 16e                                                           | 5e                                                            | 27 novembre 2011                                              | 24 j 22 h 42 min 40 s                                         | 7.90                                                          |
| Nicholas Halmos                           | Hugh Piggin                               | 11th Hour Racing                          | 17e                                                           | 6e                                                            | 27 novembre 2011                                              | 25 j 08 h 02 min 00 s                                         | 7.78                                                          |
| Stéphanie Alran                           | Jean-Edouard Criquioche                   | Phoenix Europe Express                    | 18e                                                           | 7e                                                            | 28 novembre 2011                                              | 26 j 02 h 04 min 00 s                                         | 7.55                                                          |
| Christophe Coatnoan                       | Étienne Laforgue                          | Partouche                                 | 19e                                                           | 8e                                                            | 1er décembre 2011                                             | 28 j 16 h 00 min 00 s                                         | 6.88                                                          |
| Andrea Fantini                            | Tommaso Stella                            | Hip Eco Blue                              | 20e                                                           | 9e                                                            | 1er décembre 2011                                             | 29 j 01 h 08 min 00 s                                         | 6.78                                                          |
| Anna Maria Renken                         | Jakica Jesih                              | Gust Buster                               | 14 novembre 2011 Abandon                                      | 14 novembre 2011 Abandon                                      | 14 novembre 2011 Abandon                                      | 14 novembre 2011 Abandon                                      | 14 novembre 2011 Abandon                                      |
| Eric Galmard                              | François Scheeck                          | Avis Immobilier                           | 9 novembre 2011 Abandon (rupture du boulon de quille)         | 9 novembre 2011 Abandon (rupture du boulon de quille)         | 9 novembre 2011 Abandon (rupture du boulon de quille)         | 9 novembre 2011 Abandon (rupture du boulon de quille)         | 9 novembre 2011 Abandon (rupture du boulon de quille)         |
| Ned Collier Wakefield                     | Sam Goodchild                             | Concise 2                                 | 8 novembre 2011 Abandon (délaminage à l’avant de la coque)    | 8 novembre 2011 Abandon (délaminage à l’avant de la coque)    | 8 novembre 2011 Abandon (délaminage à l’avant de la coque)    | 8 novembre 2011 Abandon (délaminage à l’avant de la coque)    | 8 novembre 2011 Abandon (délaminage à l’avant de la coque)    |
| Tanguy de Lamotte                         | Éric Péron                                | Initiatives - Alex Olivier                | 6 novembre 2011 Abandon (perte de quille)                     | 6 novembre 2011 Abandon (perte de quille)                     | 6 novembre 2011 Abandon (perte de quille)                     | 6 novembre 2011 Abandon (perte de quille)                     | 6 novembre 2011 Abandon (perte de quille)                     |
| Stéphane Le Diraison                      | Thomas Ruyant                             | Bureau Veritas - Dunkerque Plaisance      | 5 novembre 2011 Abandon (rupture de la sous-barbe)            | 5 novembre 2011 Abandon (rupture de la sous-barbe)            | 5 novembre 2011 Abandon (rupture de la sous-barbe)            | 5 novembre 2011 Abandon (rupture de la sous-barbe)            | 5 novembre 2011 Abandon (rupture de la sous-barbe)            |
| Éric Lecoq                                | Éric Defert                               | Lecoq Cuisine                             | 3 novembre 2011 Abandon (douleurs au bas du dos d'Éric Lecoq) | 3 novembre 2011 Abandon (douleurs au bas du dos d'Éric Lecoq) | 3 novembre 2011 Abandon (douleurs au bas du dos d'Éric Lecoq) | 3 novembre 2011 Abandon (douleurs au bas du dos d'Éric Lecoq) | 3 novembre 2011 Abandon (douleurs au bas du dos d'Éric Lecoq) |
| Thierry Bouchard                          | Gilles Berenger                           | Comiris Pole Santé Elior2                 | 3 novembre 2011 Abandon (cloison structurelle délaminée)      | 3 novembre 2011 Abandon (cloison structurelle délaminée)      | 3 novembre 2011 Abandon (cloison structurelle délaminée)      | 3 novembre 2011 Abandon (cloison structurelle délaminée)      | 3 novembre 2011 Abandon (cloison structurelle délaminée)      |

### Trophée et prix
Chaque 1er de chaque classe remporte le Trophée Jacques-Vabre.
De plus, l'organisateur a prévu une dotation globale de 147 000€ répartie de la façon suivante
- IMOCA :  85 000 € (répartis suivant le barème de la classe Imoca) sous réserve de 10 bateaux inscrits
- MULTI 50 : 35 000 € (répartis suivant le barème de la classe Multi50) sous réserve de 5 bateaux inscrits
- CLASS40 : 27 000 € (répartis suivant le barème de la class40) sous réserve de 10 bateaux inscrits